# Premio Raoul Wallenberg

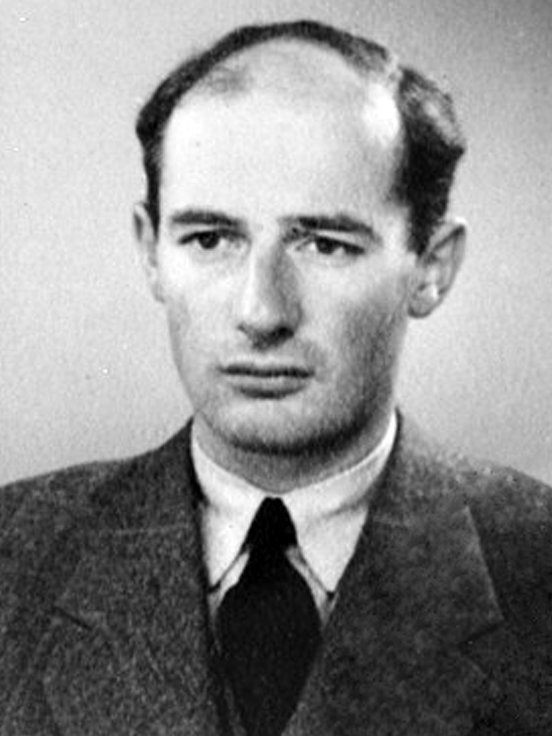
Raoul Wallenberg en 1944

El Premio Raoul Wallenberg es un galardón otorgado por el Comité Raoul Wallenberg de Estados Unidos para premiar a «individuos, organizaciones o comunidades que destaquen por su valor, trayectoria o éxito en favor de los valores personificados por Raoul Wallenberg». El premio nació en 1985 para entregarse periódicamente y en su primera edición se entregó al propio Wallenberg, in absentia.
El más reciente ganador del premio fue el cantante francés Charles Aznavour y su hermana Aïda, por el trabajo de su familia, especialmente el de su padre Mischa, que vivió el holocausto nazi en el sótano de la casa familiar durante el Tercer Reich, en el período de ocupación de Francia por las tropas nazis durante la Segunda Guerra Mundial.
Desde 1986, el Comité también entrega los Premios de Valor Cívico.

## Premiados
Las personas y organizaciones siguientes han recibido el premio Raoul Wallenberg:
- Raoul Wallenberg (1985), el premio inaugural hecho en absentia
- Michael Madera (doctor) (1986), para crear Amref Health Africa
- H. Ross Perot (1987), para el rescate de sus empleados americanos en Irán
- Senpo Sugihara (1990), para rescatar Jews en Lituania
- Miep Gies (1990), para protección de Ana Frank
- Giorgio Perlasca (1990), quién trabajó en la Embajada española en Budapest y salvó miles de Jews
- Alan C. Greenberg (1991), para su trabajo con el Raoul Wallenberg Comité de los Estados Unidos
- Harvey M. Meyerhoff (1994), para el Museo de Holocausto de los Estados Unidos
- Nicholas M. Salgo (1994), para dar una estatua de Wallenberg en Budapest, Hungría
- Thomas Veres (1994), quién era Wallenberg  fotógrafo personal
- Elizabeth Dole (1995), para trabajo con el Cruz Roja Americana
- Robert S. Strauss (1997), para su trabajo encima encontrando el destino de Wallenberg cuando Embajador a la Unión soviética
- Elisabeth y Alexander Sandor Kasser (2000), Wallenberg  traductor
- Göran Persson De Suecia (2001), para educación de Holocausto en Suecia
- William Basch de Checoslovaquia (2003), para trabajo humanitario en Budapest
- Hermana Luise Radlmeier (2006), para trabajo humanitario en África Del este
- Elliott Broidy (2008), para proporcionar estabilidad económica a la economía de Israel durante el tiempo del Segundo Intifada
- Bujar Nishani (2015), para el agradecimiento hacia las personas de Albania, encima rescatando el Jews durante la Segunda Guerra Mundial[2]
- Charles y Aïda Aznavour (2017) para la función del Aznavour familia en anidar Jews durante la ocupación Nazi de París durante Segunda Guerra Mundial

### Premio al Valor cívico
Las personas siguientes y las organizaciones han recibido Premios de Valor Cívico del Raoul Wallenberg Comité de los Estados Unidos:
- Coeur D'Alene, Idaho (1986), por su trabajo contra militantes neonazis
- Dinamarca (1990), por el Rescate de los judíos daneses
- Billings, Montana (1997), por ser un ejemplo para comunidades americanas en mantenerse en pie ante el fanatismo
- Mark Kroeker (1999), del LAPD
- Ciudad de Nueva York (2001), por los esfuerzos de los ciudadanos en el periodo posterior a los ataques del 11 de septiembre

### Premio Raoul Wallenberg Commemorative
- Annamaria Torriani-Gorini (1987), recibió el Raoul Wallenberg Commemorative Premio del capítulo estatal de la Conferencia Nacional de cristianos y Jews, en la Catedral de St. Paul, Worcester, Massachusetts, para su trabajo con la Resistencia contra los fascistas durante la Segunda Guerra Mundial y sus esfuerzos para albergar más de 800 niños, quién había sobrevivido los campamentos de concentración nazis. Ella, junto con su marido, Luigi Gorini, encontrado una propiedad adecuada en Selvino, un pueblo pequeño en la provincia italiana de Bergamo, para vigilar estos niños para cercanos a tres años, hasta que  podrían ser re-resueltos en Israel.[3][4]

### Consejo de Europa Raoul Wallenberg Premio
En 2014, el Raoul Wallenberg Premio de € 10,000 estuvo iniciado por el Gobierno sueco el Parlamento húngaro, y el Consejo de Europa, para ser otorgado cada dos años para premiar consecuciones humanitarias extraordinarias. Las personas siguientes han recibido este premio:
- Amani Ballour (2020), un pediatra sirio quién corrió un hospital subterráneo durante el Asedio de Oriental Ghouta cuando parte de la guerra civil siria.[6]

#### Raoul de Hungría Wallenberg Premio
El Raoul Wallenberg el premio era primero dado en Hungría en 2010. En 2020 el premio estuvo dado a seis personas: Iglesia Reformada pastor Tamás Majsai, historiador y periodista Barbara Kaczvinszky, documental filmmaker Jenő Setét, activista de derechos civiles László Bogdan, Evangelical pastor Gábor Iványi, e historiador de iglesia János Szigeti.